# カリア文字
カリア文字（カリアもじ）は、アナトリア半島西南部のカリアでカリア語を表すために使われた文字。紀元前7世紀から紀元前3世紀にかけて作られた碑文が、エジプト、カリア、ギリシアに残っている。
ギリシア文字に似たアルファベットであるが、その音価は同じ形のギリシア文字とまったく異なっている。カリア文字の碑文は19世紀から知られていたが、1990年代になってようやく読み方が判明した。

## 概要
紀元前1千年紀にアナトリア半島で使われたリュディア文字、カリア文字、リュキア文字などはいずれもギリシア文字と深い関係にあり、おそらくギリシア文字から発達したものであるが、いずれも独自の発展をとげている。なかでもカリア文字は極端にギリシア文字から離れており、ギリシア文字と見た目と発音がともに同じものは、母音のΑ・Ο・ΥおよびϺ（サン）だけであり、あとはまったく異なっている。
文字は左から右へ読むものと、右から左へ読むものの両方がある。エジプトでは右から左が多く、カリアでは左から右が多い。

## 研究史
カリア文字で書かれた碑文は19世紀前半にカール・リヒャルト・レプシウスがエジプトで発見した。1887年にアーチボルド・セイスによって最初に解読が試みられたが、セイスはカリア文字がギリシア・フェニキア文字とキュプロス文字のような古代アジアの音節文字の組合せであると考え、失敗した。このような音節文字説や音素文字と音節文字の組み合わせ説は長く支配的な考えだったが、1960年代になってヴィタリー・シェヴォロシュキン (英語版)が純粋なアルファベットであることを示した。
フランスのオリヴィエ・マッソンは1970年代にカリア語碑文を集成して、カリア文字の総数を44とし、番号を振った。しかし、このように文字数が多いのは異なる地域で使われる異体字を区別せずに入れたためであり、ひとつの碑文に現れる異なり字数は30ほどである。
1980年代から1990年代にかけて、ジョン・D・レイ、ディーター・シュール、イグナシオ＝ハビエル・アディエゴらによって、エジプト語との固有名詞の対照を根拠として、従来とは大幅に異なる解読が現れた。これはカリア文字が見かけはギリシア文字と同じような形をしているが、表す音はまったく異なるというもので、過激な説であったために最初はかならずしも受けいられなかったが、1996年にカウノスでギリシア語とカリア語の長文の2言語碑文が発見され、この新説が基本的に正しいことが一般に認められるようになった。カリア語そのものは今も理解できているとは言い難いが、文字の読み方に関するかぎり、使用頻度の少ないもの以外は明らかになっている。

## 文字一覧
番号はマッソンによる。
| 番号 | 文字 | 翻字 | 注                           |
| ---- | ---- | ---- | ---------------------------- |
| *1   |      | a    |                              |
| *2   |      | (p)  | *24の異体                    |
| *3   |      | d    | /ð/か?                       |
| *4   |      | l    |                              |
| *5   |      | ù    | アディエゴによれば/y/        |
| *6   |      | r    |                              |
| *7   |      | λ    | /lː/か?                      |
| *8   |      | (i)  | *26の異体                    |
| *9   |      | q    |                              |
| *10  |      | b    | /β/か?                       |
| *11  |      | m    |                              |
| *12  |      | o    |                              |
| *14  |      | t    |                              |
| *15  |      | š    |                              |
| *17  |      | s    |                              |
| *19  |      | u    |                              |
| *20  |      | ñ    |                              |
| *21  |      | χ    | アディエゴによれば/c/        |
| *22  |      | n    |                              |
| *24  |      | p    |                              |
| *25  |      | ś    | /ç/か?                       |
| *26  |      | i    |                              |
| *27  |      | e    |                              |
| *28  |      | w    | アディエゴによれば/ɥ/か?     |
| *29  |      | k    |                              |
| *30  |      | k    |                              |
| *31  |      | δ    | /nd/か?                      |
| *32  |      | ú    | /w/                          |
| *33  |      | γ    | 正確な音価は不明             |
| *34  |      | γ    | 正確な音価は不明             |
| *35  |      | ζ    | /st/あるいは/ts/か?          |
| *36  |      | ζ    | /st/あるいは/ts/か?          |
| *37  |      | ŋ    | 正確な音価は不明             |
| *38  |      | í    | /j/                          |
| *40  |      | τ    | /tʃ/                         |
| *41  |      | ü    | アディエゴによれば*5の異体字 |
| *42  |      | ŕ    | /rʲ/か?                      |
| *43  |      | β    | /mb/か?                      |
| *44  |      | β    | /mb/か?                      |
| *45  |      | β    | /mb/か?                      |

## Unicode
Unicode バージョン5.1（2008年）で、カリア文字が追加多言語面に追加された。